# Literaturhaus Wien

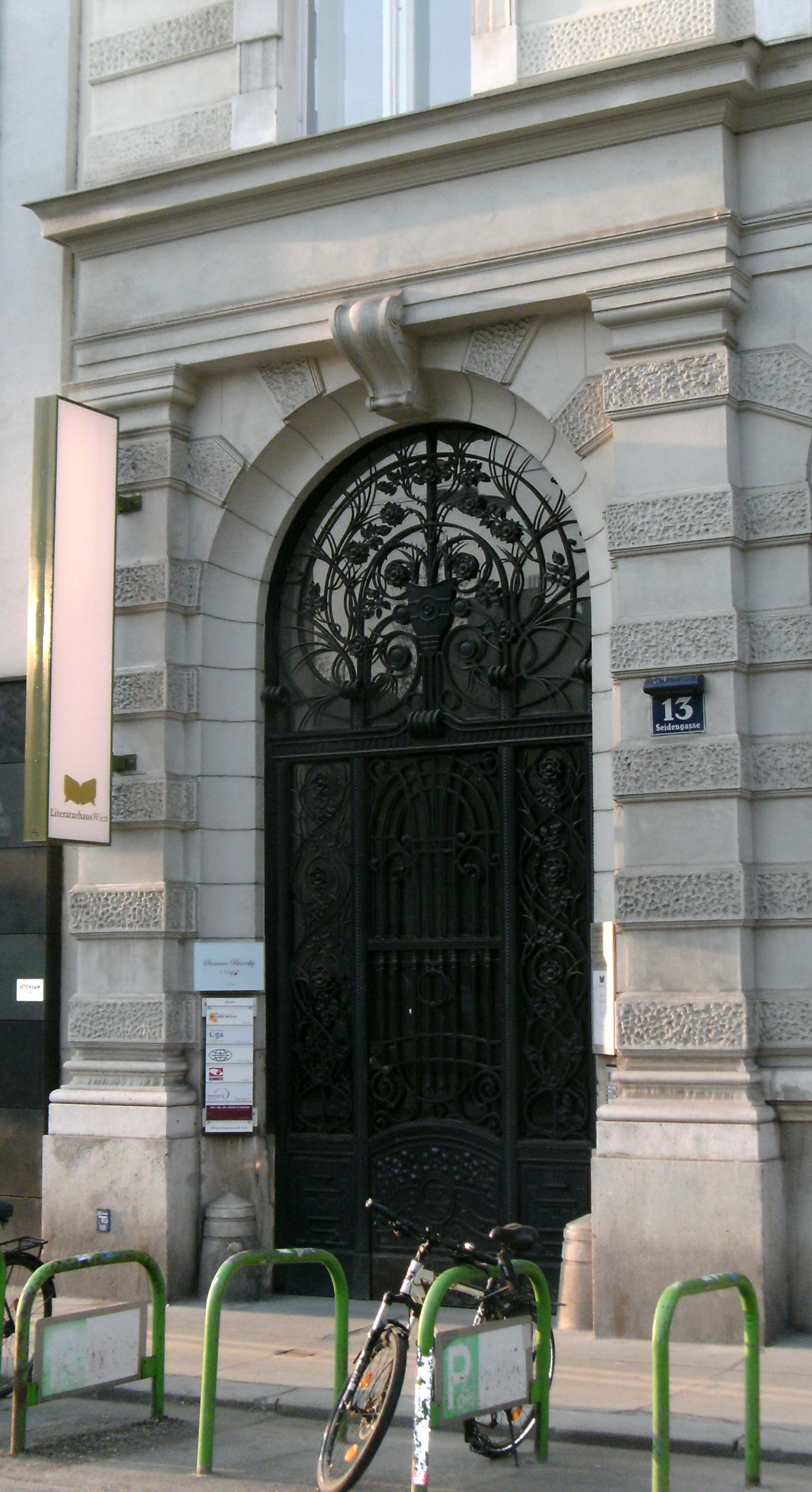
Eingang des Literaturhauses Wien

Das Literaturhaus Wien ist ein Zentrum für österreichische Gegenwartsliteratur.
Es wurde im Herbst 1991 in Wien, Neubau (7. Bezirk), Seidengasse 13, Ecke Zieglergasse, eröffnet.
Es beherbergt:
- die Dokumentationsstelle für neuere österreichische Literatur,
- die Interessengemeinschaft österreichischer Autorinnen und Autoren,
- die Interessengemeinschaft Übersetzerinnen Übersetzer und
- die Österreichische Exilbibliothek.